# Prix Franz Werfel des Droits de L'homme
Le prix Franz Werfel des droits de l'homme (allemand : Franz-Werfel-Menschenrechtspreis) est un prix des droits de l'homme décerné par le projet du Centre contre les expulsions de la Fédération allemande des expulsés. Il est décerné à des personnes ou des groupes en Europe qui, par un travail politique, artistique, philosophique ou pratique, se sont opposés aux violations des droits de l'homme par le génocide, le nettoyage ethnique et la destruction délibérée de groupes nationaux, ethniques, raciaux ou religieux.

## Histoire

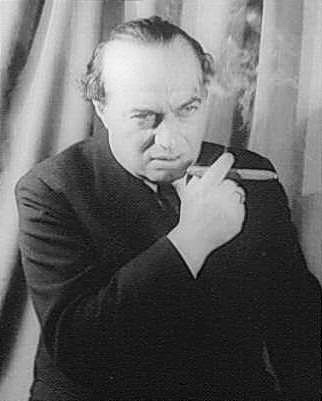
Franz Werfel (1890–1945).

Les fondations du prix sont considérés comme étant la quatrième convention de La Haye de 1907, la déclaration universelle des droits de l'homme de 1948, l'accord international sur les droits civils et politiques de 1966, la résolution de la Commission des droits de l'homme des Nations unies de 1998 ainsi que les conséquences de la réunion du Conseil européen des chefs d'État et de gouvernement de Copenhague de 1993 et d'autres déclarations publiées par l'Union européenne.
Le prix porte le nom du célèbre auteur autrichien Franz Werfel (1890-1945), auteur du roman Les Quarante Jours du Musa Dagh qui a décrit le déplacement des Arméniens de Turquie et le génocide des Arméniens en 1915 et 1916. Ce prix, doté de 10 000 euros, est décerné tous les deux ans dans l'église Paulskirche de Francfort. Il a été décerné pour la première fois en 2003.

## Jury

### 2010
- Otto von Habsburg (CSU), ancien membre du Parlement européen, président de l'Union paneuropéenne internationale, ancien prince héritier d'Autriche-Hongrie (décédé) ;
- Klaus Hänsch (SPD), ancien président du Parlement européen ;
- Helga Hirsch (de), journaliste, ancien correspondant polonais de Die Zeit et Die Welt ;
- Milan Horáček, membre fondateur du Parti vert allemand, ancien député européen ;
- Hilmar Kopper, ancien président de la Deutsche Bank ;
- Rüdiger Safranski, philosophe et auteur ;
- Erika Steinbach (CDU), membre du Parlement allemand et présidente de la Fédération des expulsés.

### Anciens membres du jury
- Peter Glotz (SPD), professeur, ancien sénateur, député et secrétaire général du SPD (2003-2005, décédé) ;
- Daniel Cohn-Bendit (Verts), président de la faction Verte au Parlement européen ;
- György Konrád, écrivain et ancien président de l'Akademie der Künste de Berlin (2003–2007, décédé) ;
- Ralph Giordano, écrivain (décédé) ;
- Lennart Meri, écrivain et ancien président de l'Estonie (2003-2006, décédé) ;
- Otto Graf Lambsdorff, ancien président du Parti libéral et membre du cabinet fédéral allemand (2003-2009, décédé).

## Lauréats
- 2003 :

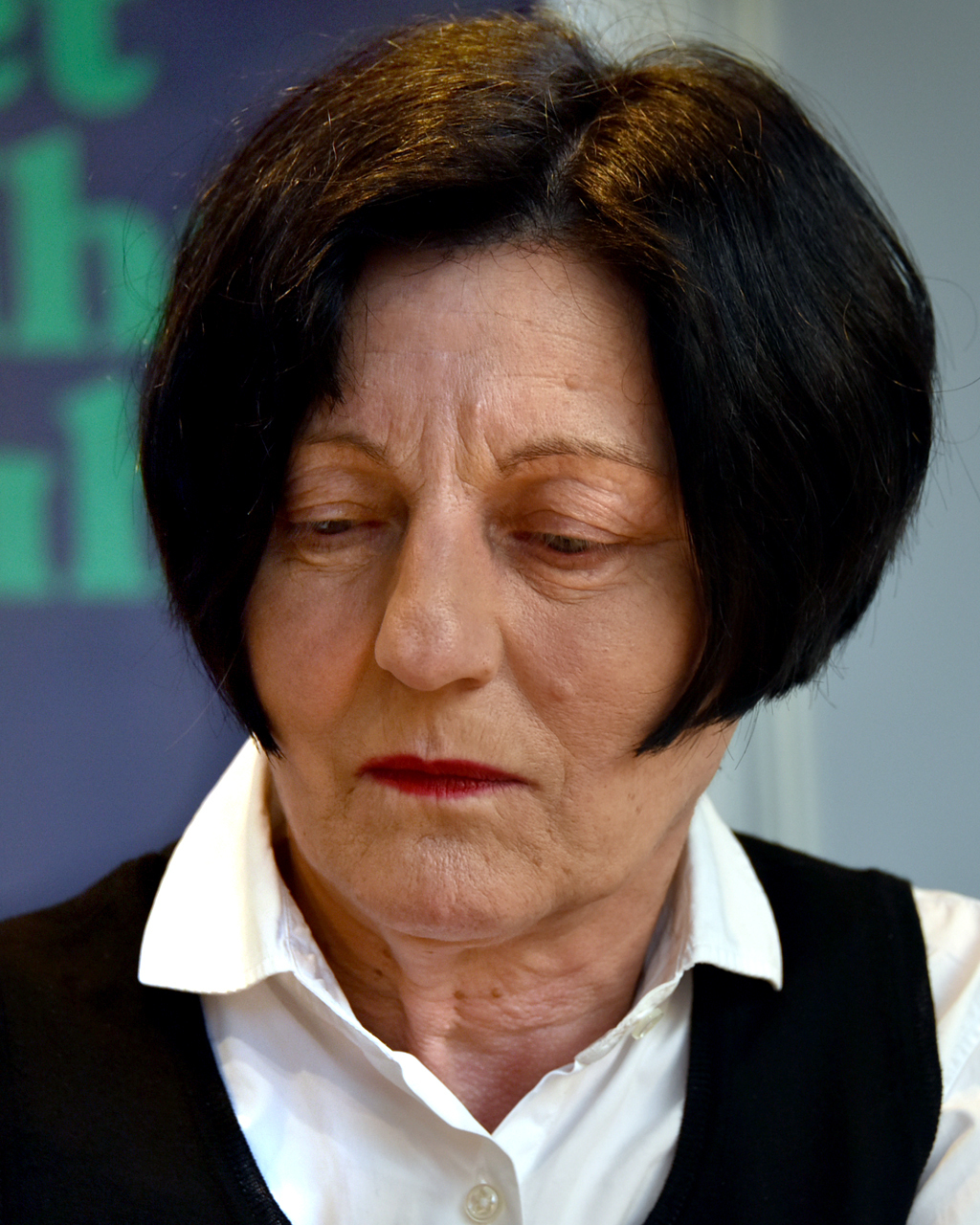
Herta Müller, lauréate de 2009, a reçu le prix en reconnaissance notamment de son roman Tout ce que je possède, je l'emporte avec moi.

  - Mihran Dabag (de) (Allemagne), « pour ses travaux scientifiques dans le domaine de la recherche sur le génocide, sur l'histoire de la persécution des Arméniens et ses implications actuelles ».
  - Les initiateurs de la « Croix de la réconciliation » (Kříž smíření en tchèque) à Teplice nad Metují, République tchèque (Wekelsdorf), pour « avoir inauguré la croix pour les Allemands des Sudètes assassinés sur la Buková hora (Buchenberg) en 1945 et pour toutes les victimes de conflits nationaux de cette région et pour avoir fait un geste courageux de dialogue entre Allemands et Tchèques ».
    - Věra Vítová, maire de Teplice nad Metují
    - Petr Kulíšek, activiste politique
    - Jan Piňos, activiste politique
- 2005 : Franjo Komarica, évêque (Bosnie-Herzégovine)
- 2007 : György Konrad[1]
- 2009 : Herta Müller[1] notamment pour son roman Everything I Possess I Carry With Me [2]
- 2010 : David Vondráček (cs)
- 2012 : Karl Schlögel
- 2014 : Rick Ostermann (de), réalisateur
- 2016 : Freya Klier[3]
- 2018 : Michael Wolffsohn[4]
- 2021 : Joachim Gauck[5]